# 弘前市立郷土文学館
弘前市立郷土文学館（ひろさきしりつきょうどぶんがくかん）は、弘前市市制施行100周年記念事業施設として、追手門広場内に建設され、1990年（平成2年）7月1日に開館した。

## 展示
弘前ゆかりの作家9人の著書、原稿、遺品などの資料を常設展示している。他に、石坂洋次郎記念室と、方言詩コーナーがある。
また定期的に企画展が開催され、令和2年には第44回企画展「岩木山と文学－弘前市立郷土文学館開館30周年記念－」が開催されている。

## 利用案内
- 所在地：〒036-8356　青森県弘前市大字下白銀町2-1（追手門広場内）
- 開館時間：9:00～17:00
- 休館日：年末年始（12月29日 - 1月3日）、展示替期間（1月4日 - 1月11日）
- 入館料：一般100円、小中学生50円
  - 65歳以上の市民、市内の小中学生、外国人留学生、多子家族応援パスポート所持者、県内外の障がい者は無料（年齢や住所を確認できるものが必要）

## 交通案内
- 電車：JR弘前駅から2.5km、徒歩約30分、タクシー約10分
- バス：弘南バス駒越線、又は居森平線、相馬線で「市役所前」下車、徒歩約1分